# Spread
För andra betydelser, se Spread (olika betydelser).
Spread, bid-ask spread, eller bid-offer spread, är rent generellt skillnaden ("spridningen") mellan bästa köppris och bästa säljpris i orderdjupet på en finansiell marknad. Den som är market maker tjänar mer per såld eller köpt enhet ju större spreadet är. Spreadet kan användas som ett grovt mått på en tillgångs likviditet: ett stort spread innebär att få aktörer vill köpa och sälja, alltså att likviditeten är låg.
Inom kreditmarknaden betyder spread, eller kreditspread, skillnaden i pris mellan obligationer som har samma avkastning men olika kreditvärdering. Även den årliga premien på en Credit default swap benämns spread, eftersom den teoretiskt sett borde motsvara skillnaden i pris mellan företagsobligationen och en (i stort sett riskfri) ettårig statsobligation.